# Aleksander Szukiewicz
Aleksander Augustyn Andrzej Szukiewicz (ur. 20 listopada 1816 w Warszawie, zm. 23 listopada 1885 w Przemyślu) – polski pisarz, tłumacz, dziennikarz, radny miasta Krakowa.

## Życiorys
Urodził się w rodzinie porucznika 4 Pułk Piechoty Liniowej Augustyna Szukiewicza i Karoliny z Piotrowskich (1797-1858). Matka po rozstaniu z Augustynem wyszła za Juliana Assura (1822), dentystę ze Sztokholmu, z którym rozwiodła się po 3 latach. W 1825 wyszła za mąż za Wincentego Janowskiego, z którym w 1832 przeniosła się na stałe do Krakowa.
Aleksander debiutował wierszami na łamach leszczyńskiego Przyjaciela Ludu w 1834. W Krakowie zaprzyjaźnił się z poetami Gustawem Ehrenbergiem, Franciszkiem Żyglińskim oraz Edmundem Wasilewskim, z którymi działał w radykalnym Stowarzyszeniu Ludu Polskiego. W latach 1838–40 studiował literaturę na Uniwersytecie Wrocławskim. Był członkiem wrocławskiego Towarzystwa Literacko-Słowiańskiego, którego kuratorem był Jan Evangelista Purkyně. Zapewne pod jego wpływem zainteresował się kulturą czeską; wyjeżdżał do Pragi, gdzie być może studiował. Przetłumaczył z francuskiego 3 sztuki teatralne i trzy-aktową operę „Vert-Vert” graną w Warszawie. W 1838 podjął współpracę z poznańskim Tygodnikiem Literackim. W 1840 kupił folwark Ludwinów, który po roku sprzedał i zamieszkał przy ulicy Grodzkiej 41 w Krakowie. W 1843 ożenił się w Krakowie z Matyldą Chartowicz. W czasie Wiosny Ludów brał udział w ruchu narodowym na terenie Krakowa. Od marca 1848 do stycznia 1849 kierował redakcją radykalno-demokratycznego dziennika Jutrzenka. W październiku 1848 wybrany został do Rady Miejskiej Krakowa (pełnił funkcję do lipca 1853). W 1849 pełnił funkcje przewodniczącego Komitetu ds. Zaopatrzenia Wojsk Austriackich. W pożarze Krakowa w 1850 stracił swój majątek wraz z księgozbiorem i rękopisami utworów. W październiku 1851 został sekretarzem redakcji i redaktorem politycznym Czasu. W 1856 na jego łamach ogłosił „Powieść krakowską”, przedstawiającą losy zrujnowanej rodziny szlacheckiej. W latach 1853–68 redagował wydawany w Krakowie „Kalendarz Powszechny”. Od 1861 był członkiem Towarzystwa Gospodarczo-Rolniczego w Krakowie. Jako redaktor „Czasu” stawał kilkukrotnie przed sądem m.in. za artykuł sympatyzujący z Powstaniem styczniowym (uniewinniony przez Sąd Najwyższy w Wiedniu). W 1866 powtórnie zdobył mandat radnego do reaktywowanej Rady Miejskiej Krakowa. Należał do Towarzystwa Naukowego Krakowskiego, a od 1873 był członkiem nadzwyczajnym Akademii Umiejętności. W 1877 złożył rezygnację z funkcji radnego. W latach 1877–82 prowadził rubrykę polityczną w Przeglądzie Polskim. Z powodu choroby oczu w 1883 przerwał pracę dziennikarską i wyjechał do syna, Karola do Przemyśla, gdzie 2 lata później zmarł. Został pochowany na cmentarzu Głównym w Przemyślu.
Z Matyldą z Chartowiczów miał synów: Władysława (1843-68), doktora nauk prawniczych, współpracownika „Czasu”; Karola (1844-1903), inżyniera, ekonomistę, zastępcę dyrektora kolei Łupkowsko-Przemyskiej, prezesa Krakowskiego Towarzystwa Technicznego; Bolesława (ur. 1843); Wandę (ur. 1849), zamężną za Romanem Jakubowskim.
Imieniem Szukiewicza nazwano jedną z ulic Krakowa.